# Dexip de Cos
Dexip de Cos (grec antic: Δέξιππος, llatí: Dexippus) fou un metge grec de l'illa de Cos, deixeble d'Hipòcrates, que va viure al segle iv aC. L'esmenten Galè, Plutarc i Aulus Gel·li.
Hecatompos, sàtrapa o príncep de Cària el va fer cridar per curar els seus fills Mausol i Pixòdar d'una greu malaltia, i va acceptar amb la condició que Cària havia de deixar de fer la guerra a Cos, segons diu la Suïda.
Va escriure alguns llibres de medicina que no es conserven però dels que es coneixen els títols. Erasístrat li critica la seva excessiva severitat en restringir la quantitat de beguda permesa als pacients.